# 辻本みず希
辻本 みず希（つじもと みずき、1989年9月25日 - ）は、日本の女優。本名は辻本瑞貴。大阪府出身。松竹エンタテインメント所属。

## 略歴
1989年生まれ。大阪府出身。松竹エンタテインメント所属。
女優として舞台やドラマを中心に活動する。主な出演作は、『チーム・バチスタ4 螺鈿迷宮』（フジテレビ）、大河ドラマ『軍師官兵衛』』（NHK）、連続テレビ小説『カーネーション』（NHK）、木曜時代劇『ちかえもん』（NHK）など。
映画『空飛ぶタイヤ』が2018年6月公開と今後の活躍が期待されている。2018年より芸名を本名の辻本瑞貴から「辻本みず希」に改名。

## 人物
趣味はカメラ、習字、油絵、歌舞伎鑑賞。
特技はピアノ、フルート。

## 出演

### テレビドラマ
- 連続テレビ小説（NHK）
  - カーネーション（2011年） - ドアガール 役
  - 純と愛（2012年） - 新婦 役
  - スカーレット（2019年）‐ 田畑よし子 役
  - 舞いあがれ! (2022年) - 森重美知留 役
- チーム・バチスタ4 螺鈿迷宮（2014年、フジテレビ） - 日向千花 役
- 大河ドラマ（NHK）
  - 軍師官兵衛（2014年） - 南殿 役
  - おんな城主 直虎（2017年） - ヒサ 役[1]
  - 青天を衝け（2021年） - 准后 夙子 役
- 金田一少年の事件簿N(neo)（2014年、日本テレビ） - 看護師 役
- 獣医さん、事件ですよ（2014年、日本テレビ） - 若い頃のユキ 役
- LOVE理論（2015年、テレビ東京） - カフェの定員 役
- 連続テレビW 荒野の恋（2016年、WOWOW） - 有川まゆみ 役
- NHK 木曜時代劇 ちかえもん（2016年、NHK） - お里 役
- 温泉 (秘) 大作戦 PART17（2016年、テレビ朝日） - 仲居 役
- 刑事7人（2017年） ‐ 金井真由美 役
- 月曜名作劇場 「十津川警部シリーズ (内藤剛志)3」（2017年） - 宮城鈴香 役
- 課長バカ一代（2020年1月12日 - 、BS12 トゥエルビ） - 野々村さやか 役
- 女子グルメバーガー部 第2話（2020年7月18日、テレビ東京） - 和恵 役
- おじさんはカワイイものがお好き。 第2話（2020年8月20日、読売テレビ）
- 閻魔堂沙羅の推理奇譚 第6回（2020年12月5日、NHK総合） - 芳根華怜 役
- 流行感冒 （BS4K 2021年3月27日、BSプレミアム 2021年4月10日） -母親役
- レンアイ漫画家 第2話、第5話、第6話（2021年、フジテレビ ）-アシスタント役
- 婚活探偵 第5話（2022年2月5日、BSテレ東） - 安井詩織 役
- 寅さんファンクラブ　寅年スペシャル！あなたの寅さん私の寅さん（2022年3月27日、BS松竹東急)
- 夜ドラ 卒業タイムリミット 第5話（2022年4月11日、NHK総合）- リポーター 役
- NHKスペシャル「アナウンサーたちの戦争」（2023年8月14日、NHK総合） - 喫茶店の女 役
- クラスメイトの女子、全員好きでした 最終話（2024年9月12日、読売テレビ・日本テレビ系） - 谷口茜 役[2]
- バントマン 最終話（2024年12月21日、東海テレビ・フジテレビ系） - 記者 役

### 映画
- 短編映画 「Lottery&Guys」（2015年公開、伊藤剣 監督）
- クリーピー 偽りの隣人（2016年公開、黒沢清 監督）
- 泣き虫ピエロの結婚式（2016年公開、御法川修 監督）
- 空飛ぶタイヤ（2018年公開、本木克英監督）- 吉川結希 役
- すくってごらん（2021年公開、真壁幸紀監督）- 百合 役
- キネマの神様（2021年公開、山田洋次監督）-園子の付き人役
- 梅切らぬバカ (2021年公開、和島香太郎監督)
- 裏社員。-スパイやらせてもろてます‐（2025年公開、瑠東東一郎監督）[3]

### 舞台
- 道頓堀パラダイス〜夢の道頓堀レビュー誕生物語〜 (2014年 松竹座)
- 祇園の姉妹 (2016年 明治座)
- 仮縫 (2018年 明治座)
- 細雪 (2019年 明治座)
- 音芝居「春琴抄」(2019年 オメガ東京) - 主演  春琴 役
- 十月大歌舞伎　第三部「松竹梅湯島掛額」(2021年 歌舞伎座)

### CM
- 玉家建設
- Fitbit Versa 2 犬編
- 関西電力WEBムービー 「育っているのはきっと木だけじゃない」
- NTTdocomo  「総合的な学習の時間の為のビデオ教材」
- クロスタワー大阪ベイ
- 大阪経済大学
- 大手前大学
- pino 「森永乳業×イアリンジャパン 編」

### バラエティ
- ビーバップハイヒール  - 坂下千里子  役

## 書籍
- 「コマーシャルフォト」（玄光社）